# Olpiolum crassum
Olpiolum crassum är en spindeldjursart som beskrevs av Beier 1959. Olpiolum crassum ingår i släktet Olpiolum och familjen Olpiidae. Inga underarter finns listade i Catalogue of Life.